# بایگانی تاریخچه ریاضیات مک‌تیوتر
بایگانی تاریخچه ریاضیات مک‌تیوتر (به انگلیسی: MacTutor History of Mathematics archive) وب‌گاهی است که توسط جان جی. اوکونور (به انگلیسی: John J. O'Connor) و ادموند اف. رابرتسون (به انگلیسی: Edmund F. Robertson) تأسیس شده و توسط دانشگاه سنت‌اندروز در اسکاتلند میزبانی می‌شود. این بایگانی شامل زندگی‌نامه بسیاری از ریاضی‌دان‌های قدیمی و معاصر، در کنار اطلاعاتی دربارهٔ خم‌های معروف و موضوعات مختلف تاریخ ریاضیات است.
تاریخچه ریاضیات مک‌تیوتر بخشی از یک پروژهٔ بزرگتر به نام سامانه ریاضیات مک‌تیوتر است که توسط همین افراد تأسیس شده‌است. مک‌تیوتر بازهٔ وسیعی از موضوعات ریاضیاتی را پوشش می‌دهد، با این حال اطلاعات آن براساس علایق و سلیقه‌های نویسندگانش جهت‌دار شده‌است. آن‌ها بیشتر بر روی ناحیه‌هایی تمرکز کرده‌اند که از نظر اوکونور و رابرتسون رایانه‌ها (به‌ویژه ویژگی‌های گرافیکی رایانه‌های مکینتاش اپل) می‌توانند در آن‌ها نقشی داشته باشند. بنابراین به‌جز موضوعات حساب دیفرانسیل و انتگرال که هر کسی انتظار دارد در یک نرم‌افزار ریاضیاتی یافت شود، مک‌تیوتر در زمینه‌های هندسه، جبر (به‌ویژه در نظریه گروه‌ها)، نظریه گراف، نظریه اعداد، آمار، ماتریس و آنالیز مختلط قدرتمند است.